# Bluszczów
Bluszczów is een plaats in het Poolse district  Wodzisławski, woiwodschap Silezië. De plaats maakt deel uit van de gemeente Gorzyce en telt 1201 inwoners.